# Manuel Patricio Rodríguez García
Manuel Patricio Rodríguez García (Madrid of Zafra, 17 maart 1805 - Londen, 1 juli 1906) was een bekende Spaanse bariton en zangpedagoog. Hij schreef een belangrijke lesmethode voor zangers.
García was de zoon van de tenor en zangpedagoog Manuel del Pópulo Vicente García (1775-1832) en de sopraan Joaquina Sitches (1780-1854). De familie was erg muzikaal. Hij was de broer van Maria Malibran en Pauline Viardot-García.
Nadat hij zijn zangcarrière op het toneel had beëindigd, doceerde hij aan het conservatorium in Parijs (1830-'48) en de Royal Academy of Music in Londen (1848-'95). Jenny Lind en Henry Wood behoorden tot zijn leerlingen. In 1854 vond hij een laryngoscoop uit en het jaar daarop publiceerde hij zijn observaties van zijn eigen strottenhoofd en stembanden, uitgevoerd met een klein tandartsspiegeltje en met gebruikmaking van zonlicht weerkaatst door een andere spiegel.
Op 22 november 1832 trouwde hij in Parijs met de sopraan Cécile Eugénie Mayer (1814-1880), met wie hij twee zonen en een dochter kreeg. Zijn zoon Gustave García (1837-1925) was operazanger (bariton), zangpedagoog en schrijver van drie boeken over stem- en toneeltechnieken.
Manuel Patricio Rodríguez García werd begraven op een kerkhof in Sutton Green in het graafschap Surrey.
- Biblioteca Nacional de España: XX868349
- Bibliothèque nationale de France: cb124618104 (data)
- CiNii: DA08097560
- Gemeinsame Normdatei: 116421029
- International Standard Name Identifier: 0000 0001 0883 6310
- Library of Congress Control Number: n83070053
- MusicBrainz: 454a0b34-b637-4e13-90c1-854abbea3450
- Bibliotheek van het Japanse parlement: 01154976
- Nationale Bibliotheek van Tsjechië: nlk20000085824
- Nationale bibliotheek van Australië: 35112014
- Nationale Bibliotheek van Israël: 987007275640905171
- Nederlandse Thesaurus van Auteursnamen: 074663496
- Réseau des bibliothèques de Suisse occidentale: 02-A000069644
- Istituto Centrale per il Catalogo Unico: BVEV080870
- LIBRIS: 171271
- SNAC: w67d33n1
- Système universitaire de documentation: 033791082
- Trove: 830047
- Virtual International Authority File: 29630509
- WorldCat: E39PBJjMB6V4PmXRRVJwpkrQbd